# Premyer Liqası 2013/14
Die Premyer Liqası 2013/14, nach einem Sponsorenabkommen offiziell Unibank Premyer Liqası genannt, war die 22. Spielzeit der höchsten aserbaidschanischen Spielklasse im Fußball der Männer seit deren Gründung im Jahr 1992.
Die erste Saisonrunde begann am 2. August 2013 und endete am 21. Mai 2014 mit der Austragung des 36. Spieltags. Die Play-off-Spiele um die Meisterschaft sowie um den Abstieg entfielen.
Meister wurde Qarabağ Ağdam. Titelverteidiger Neftçi Baku erreichte mit zwölf Punkten Rückstand nur den vierten Platz.

## Vereine
| Verein              | Stadt    |
| ------------------- | -------- |
| AZAL PFK Baku       | Baku     |
| FK Baku             | Baku     |
| İnter Baku          | Baku     |
| Neftçi Baku PFK     | Baku     |
| Rəvan Baku FK       | Baku     |
| FK Qarabağ Ağdam    | Baku     |
| FK Xəzər Lənkəran   | Lənkəran |
| Sumqayıt PFK        | Sumqayıt |
| PFK Simurq Zaqatala | Zaqatala |
| FK Qəbələ           | Qäbälä   |

## Abschlusstabelle
| Pl. | Verein                 | Sp. | S  | U  | N  | Tore    | Diff. | Punkte |
| --- | ---------------------- | --- | -- | -- | -- | ------- | ----- | ------ |
| 1.  | FK Qarabağ Ağdam       | 36  | 21 | 9  | 6  | 066:210 | +45   | 72     |
| 2.  | İnter Baku             | 36  | 20 | 7  | 9  | 060:370 | +23   | 67     |
| 3.  | FK Qəbələ              | 36  | 18 | 7  | 11 | 048:360 | +12   | 61     |
| 4.  | Neftçi Baku PFK (M, P) | 36  | 17 | 9  | 10 | 048:420 | +6    | 60     |
| 5.  | FK Baku                | 36  | 16 | 9  | 11 | 053:430 | +10   | 57     |
| 6.  | FK Xəzər Lənkəran      | 36  | 12 | 13 | 11 | 044:490 | −5    | 49     |
| 7.  | PFK Simurq Zaqatala    | 36  | 11 | 13 | 12 | 035:280 | +7    | 46     |
| 8.  | AZAL PFK Baku          | 36  | 6  | 13 | 17 | 029:490 | −20   | 31     |
| 9.  | Sumqayıt PFK           | 36  | 5  | 10 | 21 | 027:610 | −34   | 25     |
| 10. | Rəvan Baku FK          | 36  | 4  | 10 | 22 | 022:660 | −44   | 22     |

Platzierungskriterien: 1. Punkte – 2. Direkter Vergleich (Punkte, Tordifferenz, geschossene Tore) – 3. Tordifferenz – 4. geschossene Tore

| (M) | amtierender aserbaidschanischer Meister     |
| (P) | amtierender aserbaidschanischer Pokalsieger |

## Kreuztabelle
| Hinrunde            |     | FK Baku | İnter Baku | FK Xəzər Lənkəran | PFK Simurq Zaqatala | Neftçi Baku PFK | FK Qarabağ Ağdam | FK Qäbälä | FK Ravan Baku | Sumqayıt PFK |
| ------------------- | --- | ------- | ---------- | ----------------- | ------------------- | --------------- | ---------------- | --------- | ------------- | ------------ |
| AZAL PFK Baku       |     | 1:0     | 0:2        | 1:3               | 1:1                 | 2:1             | 1:1              | 1:2       | 2:1           | 1:0          |
| FK Baku             | 2:2 |         | 0:1        | 3:0               | 3:2                 | 3:0             | 2:1              | 1:2       | 5:0           | 1:0          |
| İnter Baku          | 1:2 | 2:2     |            | 0:0               | 1:2                 | 3:1             | 1:2              | 0:1       | 3:2           | 2:0          |
| FK Xəzər Lənkəran   | 1:1 | 2:1     | 0:1        |                   | 0:0                 | 0:0             | 0:3              | 0:0       | 1:0           | 4:3          |
| PFK Simurq Zaqatala | 3:0 | 0:3     | 0:1        | 1:2               |                     | 0:0             | 0:0              | 0:0       | 2:0           | 3:1          |
| Neftçi Baku PFK     | 4:1 | 2:1     | 3:1        | 4:1               | 1:0                 |                 | 0:0              | 2:1       | 2:1           | 0:0          |
| FK Qarabağ Ağdam    | 0:1 | 3:0     | 2:0        | 2:0               | 0:0                 | 3:1             |                  | 4:3       | 0:0           | 5:1          |
| FK Qəbələ           | 1:0 | 2:0     | 3:2        | 2:0               | 2:1                 | 1:2             | 0:1              |           | 3:0           | 2:0          |
| Rəvan Baku FK       | 0:0 | 0:0     | 1:5        | 1:1               | 0:3                 | 0:2             | 1:1              | 0:1       |               | 1:1          |
| Sumqayıt PFK        | 0:0 | 1:2     | 0:2        | 1:1               | 0:1                 | 1:2             | 0:3              | 2:1       | 0:1           |              |

| Rückrunde           |     | FK Baku | İnter Baku | FK Xəzər Lənkəran | PFK Simurq Zaqatala | Neftçi Baku PFK | FK Qarabağ Ağdam | FK Qäbälä | FK Ravan Baku | Sumqayıt PFK |
| ------------------- | --- | ------- | ---------- | ----------------- | ------------------- | --------------- | ---------------- | --------- | ------------- | ------------ |
| AZAL PFK Baku       |     | 1:2     | 1:3        | 2:2               | 0:2                 | 2:1             | 0:2              | 1:2       | 0:0           | 2:2          |
| FK Baku             | 1:0 |         | 0:4        | 2:2               | 2:1                 | 2:0             | 0:0              | 1:1       | 5:1           | 0:0          |
| İnter Baku          | 2:1 | 1:1     |            | 3:0               | 0:0                 | 2:1             | 0:3              | 0:0       | 3:0           | 2:0          |
| FK Xəzər Lənkəran   | 1:1 | 0:2     | 1:1        |                   | 1:3                 | 2:2             | 0:0              | 1:0       | 4:0           | 4:1          |
| PFK Simurq Zaqatala | 0:0 | 0:1     | 0:1        | 2:2               |                     | 0:0             | 1:0              | 0:0       | 2:0           | 4:0          |
| Neftçi Baku PFK     | 2:1 | 1:0     | 2:2        | 1:0               | 3:0                 |                 | 1:4              | 1:2       | 2:1           | 1:3          |
| FK Qarabağ Ağdam    | 2:1 | 4:0     | 4:1        | 0:1               | 0:0                 | 1:1             |                  | 3:0       | 5:1           | 3:0          |
| FK Qəbələ           | 0:0 | 2:0     | 1:4        | 2:3               | 1:0                 | 1:2             | 0:1              |           | 0:0           | 3:1          |
| Rəvan Baku FK       | 1:0 | 2:3     | 1:2        | 2:1               | 0:3                 | 0:1             | 0:2              | 1:2       |               | 1:1          |
| Sumqayıt PFK        | 2:1 | 1:1     | 0:1        | 0:1               | 1:1                 | 2:0             | 1:0              | 0:3       | 1:1           |              |

## Torschützenliste
| Pl.                   | Spieler            | Mannschaft          | Tore |
| --------------------- | ------------------ | ------------------- | ---- |
| 01.                   | Reynaldo           | FK Qarabağ Ağdam    | 22   |
| 02.                   | Vaqif Cavadov      | İnter Baku          | 14   |
| 03.                   | Dragan Ćeran       | PFK Simurq Zaqatala | 13   |
| 04.                   | Danijel Subotić    | FK Qəbələ           | 12   |
| 05.                   | Mbilla Etame       | FK Xəzər Lənkəran   | 11   |
| 06.                   | Bachana Tskhadadze | İnter Baku          | 10   |
| Quelle: soccerway.com |                    |                     |      |